# Kapeli Pifeleti
Pas d'image ? Cliquez ici

a Compétitions nationales et continentales officielles uniquement.

b Matchs officiels uniquement.
Dernière mise à jour le 15 mars 2025.
Kapeli Pifeleti, né le 1er septembre 1999 à Nukuʻalofa (Tonga), est un joueur international américain d'origine tongienne de rugby à XV jouant au poste de talonneur à Provence Rugby depuis 2025.

## Biographie

### Jeunesse et formation
Kapeli Pifeleti naît à Nukuʻalofa, aux Tonga. Il est le fils d'Otenili Pifeleti, international tongien et samoan de rugby à XV dans les années 1980. Son grand frère, Faka’osi Pifeleti est également joueur de rugby professionnel international américain, jouant au poste de pilier gauche avec les Gilgronis d'Austin en Major League Rugby. Kapeli Pifeleti est aussi cousin avec Mako, Billy et Manu Vunipola,.
Durant sa jeunesse, il fréquente le Haileybury and Imperial Service College (en), à Hertford, où il joue dans l'équipe de rugby. Il rejoint ensuite le centre de formation des Saracens en 2017, à 18 ans, et joue avec l'équipe des moins de 18 ans des Saracens en compagnie de son frère Faka’osi,.

### Carrière en club
Étant alors joueur des Saracens mais n'ayant pas encore fait ses débuts professionnels, Kapeli Pifeleti est prêté en début d'année 2019 en Major League Rugby au Legion de San Diego. Durant la saison 2019 de la MLR, son club se qualifie en finale, où il affronte les Seawolves de Seattle. Il est titulaire aux côtés de son frère dans cette rencontre que son équipe perd 23 à 26. Ce prêt lui permet d'avoir du temps de jeu car il espère participer à Coupe du monde 2019 avec les États-Unis. Il réalise un prêt convaincant durant lequel il joue quinze matchs dont six en tant que titulaire, et est intégré dans l'effectif professionnel des Saracens à son retour, pour la fin de la saison 2019-2020 et le début de saison 2020-2021,. Il joue son premier match avec les Sarries le 21 septembre 2019, en Coupe d'Angleterre face aux Wasps. Il joue dix matchs pour sa première saison dans son club formateur. 
Les Saracens réalisent une bonne saison 2019-2020 sur le plan sportif, cependant, le club est relégué administrativement en deuxième division à partir de la saison suivante à cause du non-respect du plafond salarial. Il joue ainsi la saison 2020-2021 en Championship, la deuxième division anglaise. Il joue seulement trois rencontres de championnat mais ne participe pas à la finale remportée contre les Ealing Trailfinders, permettant à son club de retourner en première division après seulement une saison jouée à l'échelon inférieur. 
En 2021-2022, pour le retour des Saracens dans l'élite du rugby anglais, il joue quatorze matchs, et marque un essai. Lors de la première journée du Challenge européen, contre Édimbourg, il est titularisé en compagnie de ses trois cousins, Mako, Billy et Manu Vunipola, donnant ainsi un XV de départ avec quatre membre de la même famille. Son club est ensuite éliminé en demi-finale de la compétition par le RC Toulon. Cependant, en championnat il se qualifie en finale, après avoir éliminé les Harlequins champions en titre. Pour cette finale face à Leicester, Kapeli Pifeleti est sur le banc des remplaçants, mais n'entre pas en jeu. Finalement, les siens sont battus en toute fin de match 15 à 12. 
La saison suivante, en 2022-2023, les Saracens sont d'abord éliminés en quarts de finale de la Champions Cup par le Stade rochelais, mais atteignent ensuite la finale du championnat. Kapeli Pifeleti ne participe cependant pas à cette finale remportée 35-25 face aux Sale Sharks à cause d'une blessure à l'épaule. 
En milieu de saison 2024-2025, il s'engage pour deux ans avec Provence Rugby, évoluant en Pro D2, afin de remplacer Loick Jammes. 

### Carrière internationale
En 2018, Kapeli Pifeleti est sélectionné en équipe d'Angleterre des moins de 18 ans.
Pifeleti a vécu plusieurs années à San Francisco, le rendant éligible pour jouer avec la sélection américaine. En 2018, il est sélectionné avec l'USA Selects (en) (aujourd'hui USA Falcons XV), l'équipe réserve de la sélection nationale, pour le Americas Pacific Challenge.
Le 23 février 2019, il connaît sa première cape avec les Eagles lors de l'Americas Rugby Championship 2019, face au Brésil. Il entre en jeu en fin de partie et les Américains s'imposent 33 à 28,. Il s'agit de son seul match de la compétition où son pays termine troisième. Plus tard dans l'année, il est sélectionné pour la Coupe des nations du Pacifique,. Il joue seulement la première journée du tournoi, face au Canada et marque son premier essai international, dans une large victoire 47-19. Malgré ses récents débuts internationaux, il n'est pas sélectionné pour la Coupe du monde 2019 au Japon.
En juillet 2021, il participe à une rencontre amicale face à l'Irlande. Il remplace Joe Taufete'e à la 47e minute et son équipe est battue 71-10. Il est ensuite sélectionné pour les qualifications à la Coupe du monde 2023 en septembre et octobre 2021. Il joue les deux rencontres contre le Canada et les deux contre l'Uruguay.
Durant l'été 2022, il joue un match amical contre les Barbarians français, puis affronte le Chili dans le cadre d'un barrage permettant d'accéder à la prochaine Coupe du monde. Il participe au match aller durant lequel il marque un essai décisif (victoire 21-22). Il ne participe cependant pas au match retour qui voit les Américains perdre cette double confrontation. Quelques mois plus tard, il est titularisé pour deux rencontres du repêchage des qualifications pour le Mondial, contre Hong-Kong puis le Portugal et marque un essai à chacun de ces matchs. Les Américains sont toutefois éliminés de justesse et ne participent donc pas à la Coupe du monde en France.

## Palmarès
- Legion de San Diego
  - Finaliste de la Major League Rugby en 2019

- Saracens
  - Vainqueur du Championnat d'Angleterre de 2e division en 2021
  - Finaliste du Championnat d'Angleterre en 2022
  - Vainqueur du Championnat d'Angleterre en 2023